# Dave Pybus
Dave Pybus (Heckmondwike, 4 giugno 1970) è un musicista metal britannico, terzo bassista dei Cradle of Filth.

## Biografia
Da sempre appassionato di musica, Dave inizia a suonare la chitarra all'età di 16 anni; nel 1988 entra a far parte degli Anul Death, sua prima band, con la quale registrerà due demo, prima di entrare nei Dreambreed. Dal 1990 al 1994 lavora come grafico presso la Peaceville Records ed è proprio in questo periodo, precisamente nel 1993, che incontra per la prima volta i Cradle of Filth. Dave, nei Dreambreed, suona la chitarra e canta; la band è influenzata dalla musica dei Misfits e fa tour in Gran Bretagna; nel 1995 fanno da spalla a Bruce Dickinson in un suo concerto. Nel 1998 inizia a suonare il basso elettrico.

Dal 2001 è anche il bassista del gruppo gothic metal Angtoria.

## I Cradle of Filth
Nel 2002 Dave viene contattato da Dani Filth e soci, in cerca di un bassista; entra ufficialmente nel gruppo nel marzo 2002. Da allora, il gruppo ha registrato, con Dave al basso, cinque album (Damnation and a Day, Nymphetamine, Thornography, Godspeed on the Devil's Thunder e Darkly, Darkly, Venus Aversa) sotto lo pseudonimo "Herr Pubis".